# Laboulaye Airport
Laboulaye Airport är en flygplats i Argentina. Den ligger i den centrala delen av landet, 500 km väster om huvudstaden Buenos Aires. Laboulaye Airport ligger 139 meter över havet.
Terrängen runt Laboulaye Airport är mycket platt. Närmaste större samhälle är Laboulaye, 2,8 km väster om Laboulaye Airport.
Trakten runt Laboulaye Airport består till största delen av jordbruksmark. Runt Laboulaye Airport är det mycket glesbefolkat, med 4 invånare per kvadratkilometer.